# Міністерство освіти і культури Фінляндії
Міністерство освіти і культури Фінляндії (фін. Opetus- ja kulttuuriministeriö, швед. Undervisnings- och kulturministeriet) — одне з дванадцяти міністерств Фінляндії. Даний орган державної влади здійснює управління у сфері освіти, культури, науки та спорту. Найстаріше міністерство Фінляндії, засноване 1809 року у Великому князівстві Фінляндському у складі Російської імперії.
Міністерство освіти і культури визначає основні напрямки початкової, середньої, професійної та вищої освіти країни, а також відає питаннями мистецтва, наукових досліджень, спорту, молоді, авторського права, церков та інших релігійних громад, бібліотек, музеїв та архівів.
Уряд Фінляндії щорічно виділяє 15 мільйонів євро на модернізацію та розвиток системи вчителів.
Нинішнім (2022) міністром освіти в уряді Марін є Лі Андерссон, а міністром науки та культури є Петрі Гонконен.

## Історія
У 1918 році Сенат Фінляндії був перетворений на Державну раду, частиною якої стали міністерства. Перше міністерство, яке займалося питаннями освіти і науки, називалося «Міністерство у справах релігій та освіти». У 1922 році назва була скорочена до «Міністерства освіти».
У 2010 році перейменовано на «Міністерство освіти та культури».
Однак у 2017 році розділено портфелі міністрів освіти та культури.